# DB-Baureihe 715
Als Baureihe 715 bezeichneten die Deutsche Bundesbahn und später die Deutsche Bahn AG Diesellokomotiven der Firma Speno, die zusammen mit den von ihnen bespannten Schienenschleifzügen zur Bearbeitung des Schienennetzes angemietet wurden. Einige dieser Lokomotiven wurden vorübergehend auch als Baureihe 267 bezeichnet. Die Firma Speno bezeichnete diese Lokomotiven als BB001–BB008.

## Geschichte
Nach einem ersten Probeeinsatz eines Speno-Schleifzugs im Jahr 1968 entschied die DB, ab 1971 nur noch Schleifzüge dieser Firma einzusetzen. Zunächst kamen zweiachsige Lokomotiven der Firma De Dietrich mit einer Leistung von 280 PS zum Einsatz. Da diese Leistung insbesondere auf Steigungsstrecken nicht ausreichte, beschaffte Speno im Jahr 1973 insgesamt vier Lokomotiven des Typs BB620 bei der Compagnie des chemins de fer départementaux in Montmirail. Diese kamen zunächst mit den alten Schleifzügen zum Einsatz, später wurden zwei neue Züge angeschafft. Um den gestiegenen Lokbedarf abzudecken, wurden 1977 vier weitere Lokomotiven vom verstärkten Typ BB800 wiederum in Montmirail gekauft. Alle acht Lokomotiven wurden mit den Speno-Schleifzügen nicht nur in Deutschland, sondern auch im europäischen Ausland eingesetzt.

## Technik
Die Baureihe besteht aus zwei unterschiedlichen, aber sehr ähnlichen Loktypen. Die ersten vier Fahrzeuge gehören zum Typ BB620, die weiteren zum Typ BB800. Hierbei bezeichnet BB die Achsfolge B'B', die darauf folgende Zahl die ungefähre Antriebsleistung in PS.
Die Bauart der Lokomotiven basiert auf der in fünf Exemplaren hergestellten Type BB400 aus den 1960er Jahren, die auf mehreren französischen Schmalspurbahnen eingesetzt wurde.
Beide Loktypen besitzen einen Mittelführerstand zwischen zwei etwa gleich großen Vorbauten, in denen jeweils ein 12-Zylinder-Dieselmotor der Firma Baudouin das darunterliegende Drehgestell antreibt. In der ursprünglichen Bauart wurde jeweils die äußere Achse des Drehgestells direkt und die zweite über Kuppelstangen indirekt angetrieben. In den 1980er Jahren wurden alle noch eingesetzten Lokomotiven (also BB002–BB008) vom Antrieb mittels Kuppelstangen auf neue Drehgestelle mit Gelenkwellenantrieb umgebaut. Als Bremsanlage steht eine Knorr-Klotzbremse mit Zusatzbremse zur Verfügung.
Als Besonderheit besaßen die Loks eine Wasserspritzanlage zum Löschen von Bränden, die durch Funkenflug beim Schleifen entstehen können. An der Frontschürze befanden sich unterhalb des Dreilicht-Spitzensignals zwei weitere Arbeitsscheinwerfer zur Beobachtung der Schienen.
Auf austauschbaren Tafeln, die außen am Umlaufgeländer der Loks angebracht wurden, wurde zum einen die Firma Speno als Eigentümer der Loks, zum anderen aber auch die Bezeichnung „Lokomotive“ und der Name des jeweiligen Schleifzugs kenntlich gemacht.

## Einsatz
Die ersten Lokomotiven erhielten wie die von ihnen beförderten Schleifzüge lediglich eine Baumaschinen-Nummer. Sie wurden zunächst mit den bereits zuvor mit kleineren Lokomotiven eingesetzten Zügen „T.M. 615“ und „T.M. 1005“ eingesetzt. Der Einsatz der BB001 wurde nach kurzer Zeit durch einen Unfall beendet, die BB003 beendete den ihren ebenfalls noch vor 1975.
Zum 1. Januar 1975 erhielten die beiden anderen Lokomotiven zunächst Nummern in der Baureihe 267, also als reguläre Diesellokomotiven. Die BB002 wurde hierbei zur 267 001, die BB004 zur 267 002. Ebenfalls 1975 wurde ein neuer Schleifzug mit der Bezeichnung „RR 1205“ in Betrieb genommen, der mit den beiden Lokomotiven als „Sandwich“ bespannt wurde.
Ein Jahr später folgte die Lieferung der zweiten Serie. Die erste Lokomotive, BB005, wurde zunächst als 267 003 bezeichnet. Die BB006 wurde erst zu Beginn des Jahres 1977 von der DB abgenommen, für sie war jedoch noch die Nummer 267 004 vorgesehen.
Zu Beginn des Jahres 1977 änderte die DB die Bezeichnung der Lokomotiven in die Baureihe 715, also in den Bereich der Bahndienstfahrzeuge. Hierbei wurden die bisherigen Ordnungsnummern beibehalten. Ebenfalls 1977 nahm Speno einen weiteren Neubauschleifzug mit der Bezeichnung „RR 1455“ in Betrieb. In der Folge wurden in Deutschland nur noch die beiden neuen Schleifzüge eingesetzt und ab der Ablieferung der 715 006 (BB008) im Februar 1978 mit jeweils zwei der neuen Loks bespannt. Die 715 002 blieb noch als Reserve im Bestand, während die 715 001 wieder aus dem DB-Bestand gestrichen wurde.
Der Einsatz der beiden nun ältesten Loks, 715 002 und 003, bei der DB endete zum 1. Dezember 1983, sie wurden daraufhin von Speno in anderen europäischen Ländern eingesetzt. Von 1990 bis 1992 wurden beide Loks bei der Firma Mecnafer – einer Tochter der Speno-Gruppe – in Porto Maghera (Venedig) aufgearbeitet und kamen im Anschluss daran wiederum bei der DB zum Einsatz. Hierbei wurde jedoch nicht die alte Ordnungsnummer vergeben, sondern die BB004 erhielt die Nummer 715 003 in Zweitbesetzung, während die BB005 als 715 006 in Zweitbesetzung bezeichnet wurde, nachdem die bisherige 715 006 (BB008) einem Brand zum Opfer gefallen war.
Somit waren Anfang der 1990er Jahre wiederum vier Lokomotiven (715 003–006) bei der DB mit zwei Schleifzügen im Einsatz. Die beiden älteren Maschinen (715 003II und 006II) waren dabei zunächst in Nürnberg beheimatet, die beiden anderen (715 004 und 005) in Hannover. Später wurden beide Züge buchmäßig bei der Gleisbaumechanik in Brandenburg/Havel geführt. Mit der Indienststellung neuer, selbstfahrender Schleifzüge wurden sie jedoch Ende der 1990er/Anfang der 2000er Jahre überflüssig, aus dem DB-Bestand gestrichen und abgestellt.
| Speno- Bezeichnung | Fabrik- nummer | Baujahr | Nummern bei der DB | Nummern bei der DB | Nummern bei der DB | Nummern bei der DB | Einsatzdauer                                |
| ------------------ | -------------- | ------- | ------------------ | ------------------ | ------------------ | ------------------ | ------------------------------------------- |
| Speno- Bezeichnung | Fabrik- nummer | Baujahr | vor 1975           | ab 1975            | ab 1977            | ab 1992            | Einsatzdauer                                |
| BB001              | 1250           | 1973    | –                  |                    |                    |                    | 23.07.1973–xx.xx.197x                       |
| BB002              | 1251           | 1973    | 97 33 02 502 21-4  | 267 001-6          | 715 001-4          |                    | xx.xx.1973–23.02.1978                       |
| BB003              | 1252           | 1973    | –                  |                    |                    |                    | 08.12.1973–xx.xx.197x                       |
| BB004              | 1253           | 1973    | 97 33 02 514 21-6  | 267 002-4          | 715 002-2          | 715 003-0II        | xx.xx.1973–01.12.1983 xx.xx.1992–xx.xx.200x |
| BB005              | 005            | 1977    |                    | 267 003-2          | 715 003-0          | 715 006-3II        | xx.xx.1976–01.12.1983 xx.xx.1992–xx.xx.200x |
| BB006              | 006            | 1977    |                    | (267 004-0)        | 715 004-8          | 715 004-8          | 01.02.1977–xx.xx.199x                       |
| BB007              | 007            | 1977    |                    |                    | 715 005-5          | 715 005-5          | 07.01.1978–xx.xx.199x                       |
| BB008              | 008            | 1977    |                    |                    | 715 006-3          |                    | 23.02.1978–xx.xx.1992                       |

## Verbleib
- Die erstgebaute Lokomotive BB001 wurde bei einem Unfall im Jahr 1973 oder 1974 schwer beschädigt und an die Herstellerfirma zurückgegeben. Diese baute sie auf Meterspur um und verkaufte sie an die Chemins de fer de la Corse, wo sie als „locotracteur no 01“, später 601 und BB406 bezeichnet wurde.
- Ebenso zerstört wurde die letztgebaute Lok (BB008, 715 006 in erster Besetzung) bei einem Brand im Jahr 1992, auch sie wurde an die Herstellerfirma zurückgegeben, wo sich ihre Spur verliert.
- Vollkommen unklar ist der Verbleib der BB003 (ohne bekannte DB-Nummer) nach ihrem Einsatz bei der DB.
- Die Maschine mit der Nummer BB002 (715 001) wurde nach dem Einsatzende bei der DB auf spanische Breitspur (1668 mm) umgespurt und kam dort mit dem Schleifzug „TRR 635 E“ zum Einsatz. Zwischen 1997 und 1999 wurde sie zum Mecnafer-Werk nach Italien umgesetzt und stand dort bis mindestens 2001 abgestellt. Der weitere Verbleib ist unbekannt.
- Ebenfalls in Italien verliert sich die Spur der BB006 (715 004) und BB007 (715 005) im Jahr 2006 nach einem zwischenzeitlichen Einsatz in Norwegen[4]